# Naturita
Naturita és una població dels Estats Units a l'estat de Colorado. Segons el cens del 2000 tenia 635 habitants.

## Demografia
Segons el cens del 2000, Naturita tenia 635 habitants, 257 habitatges, i 164 famílies. La densitat de població era de 335,9 habitants per km².
Dels 257 habitatges en un 35,4% hi vivien nens de menys de 18 anys, en un 44,7% hi vivien parelles casades, en un 12,8% dones solteres, i en un 35,8% no eren unitats familiars. En el 28,4% dels habitatges hi vivien persones soles el 13,6% de les quals corresponia a persones de 65 anys o més que vivien soles. El nombre mitjà de persones vivint en cada habitatge era de 2,46 i el nombre mitjà de persones que vivien en cada família era de 3,06.
Per edats la població es repartia de la següent manera: un 29,6% tenia menys de 18 anys, un 7,9% entre 18 i 24, un 27,2% entre 25 i 44, un 21,7% de 45 a 60 i un 13,5% 65 anys o més.
L'edat mediana era de 36 anys. Per cada 100 dones de 18 o més anys hi havia 105 homes.
La renda mediana per habitatge era de 28.977 $ i la renda mediana per família de 37.917 $. Els homes tenien una renda mediana de 33.203 $ mentre que les dones 15.625 $. La renda per capita de la població era de 13.867 $. Entorn del 3,8% de les famílies i el 10% de la població estaven per davall del llindar de pobresa.

## Poblacions més properes
El següent diagrama mostra les poblacions més properes.